# Qiang Jia
Qiāng Jiǎ (chinesisch 羌甲) († 1466 v. Chr.) herrschte als vierzehnter oder fünfzehnter König der Shang-Dynastie über China. Er war jüngerer Bruder des Königs Qie Xin.

## Leben
In den Aufzeichnungen des Großen Historikers wurde er von Sima Qian als fünfzehnter Shang-König aufgeführt, als Nachfolger seines Bruders Zu Xin (祖辛). Er wurde im Jahr Renyan (壬寅) inthronisiert. Die Hauptstadt war Bi (庇). Er regierte etwa 25 Jahre (obwohl andere Quellen 20 Jahre behaupten), bevor er starb. Er erhielt posthum den Namen Wo Jia und wurde von seinem Neffen Zu Ding (祖丁) abgelöst.
Orakelknochen, die in Yinxu ausgegraben wurden, halten alternativ fest, dass er der vierzehnte Shang-König war, dem der posthume Name Qiang Jia (羌甲) gegeben wurde.